# Hipócrates de Quio
Hipócrates de Quio (ca. 470 a.C. — ca. 410 a.C.) foi um matemático geômetra, nascido na ilha de Quio, no arquipélago de Dodecaneso, Grécia. As informações sobre sua vida e obra têm como fonte principal relatos indiretos de Aristóteles. Alfred Jarry se refere a ele como Ibícrates, o Geômetra, afirmando que seria um dos precursores da patafísica.

## Vida e obra
Por volta do ano 430 a.C. Hipócrates seguiu para Atenas como mercador porém conta-se que perdeu todo o seu dinheiro em Bizâncio, envolvido numa fraude. Esse incidente fez com que se voltasse para o estudo da geometria. Proclo relata uma obra de sua autoria, Elementos de geometria, produzida mais de um século antes de Os Elementos, de Euclides. O texto foi perdido mas a obra foi conhecida por Aristóteles. Um fragmento de um texto escrito por Simplício por volta de 520 a.C., que se supõe tenha sido copiado de outra obra, essa da autoria de Eudemo, descreve uma parte do trabalho de Hipócrates sobre a quadratura de lunas, que são figuras planas limitadas por dois arcos circulares de raios diferentes. Nesse fragmento encontramos um teorema atribuído ao matemático de Quio: segmentos de círculo semelhantes estão na mesma razão que os quadrados de suas bases.

## Quadratura de lunas
É provável que esse teorema seja o mais antigo enunciado grego sobre mensuração curvilínea. Segundo Eudemo, Hípócrates o provou mostrando inicialmente que áreas de círculos estão entre si como os quadrados dos diâmetros. Os trabalhos com as lunas são significativos por mostrarem tentativas concretas de se chegar a quadratura do círculo porém mais ainda indicam a competência dos matemáticos atenienses em lidar com transformações de áreas e proporções.

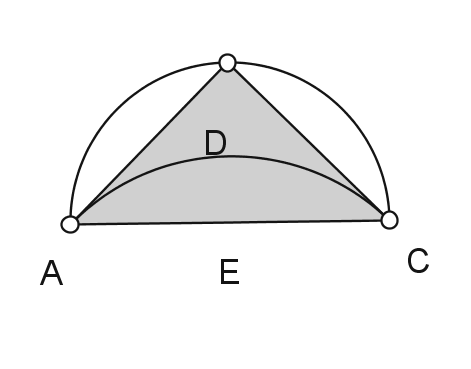
Quadratura da luna

### A primeira quadratura
Iniciando com um semicírculo circunscrito a um triângulo isósceles retângulo ABC, construa-se sobre a base (hipotenusa) um segmento circular semelhante aos segmentos circulares sobre os lados dos triângulos. Como os segmentos estão entre si como os quadrados de suas bases conclui-se que, usando o Teorema de Pitágoras para o triângulo, a soma dos dois segmentos circulares menores é igual ao segmento maior. Então a diferença entre o semicírculo sobre AC e o segmento ADCE é igual ao triângulo ABC. Logo a luna ABCD é exatamente igual ao triângulo ABC e como este é igual ao quadrado sobre a metade de AC, completamos a quadratura.
.A partir de um trapézio isósceles CDNM inscrito em um círculo em que o quadrado sobre o lado maior CD seja igual à soma dos quadrados sobre os três lados menores congruentes CM, MN e ND; isto é, a razão entre o quadrado da base maior e o quadrado de cada lado congruente do trapézio é de 3 para 1. Em se construindo sobre CD (base do trapézio) um segmento circular CED equivalente aos que estão sobre os três lados congruentes, a lúnula CMNDE é equivalente ao trapézio CDNM.

## Transformando áreas
Entre os matemáticos da época não havia dificuldades em converter um retângulo de lados {\displaystyle a\,} e {\displaystyle b\,} em um quadrado, achando-se a média proporcional entre eles: {\displaystyle a:x=x:b\,}. Havia a percepção de que poderia se generalizar a questão inserindo dois meios entre as duas grandezas dadas. Isto é, dados os segmentos {\displaystyle a\,} e {\displaystyle b\,} poderia se obter outros dois, {\displaystyle x\,} e {\displaystyle y\,} tal que {\displaystyle a:x=x:y=y:b\,}. Hipócrates percebeu que esse raciocínio poderia levar a solução do problema da duplicação do cubo porque se {\displaystyle b=2.a\,}, por eliminação de {\displaystyle y\,} nas proporções, conclui-se que {\displaystyle x^{3}=2.a^{3}\,}.